# Sport in Hamburg

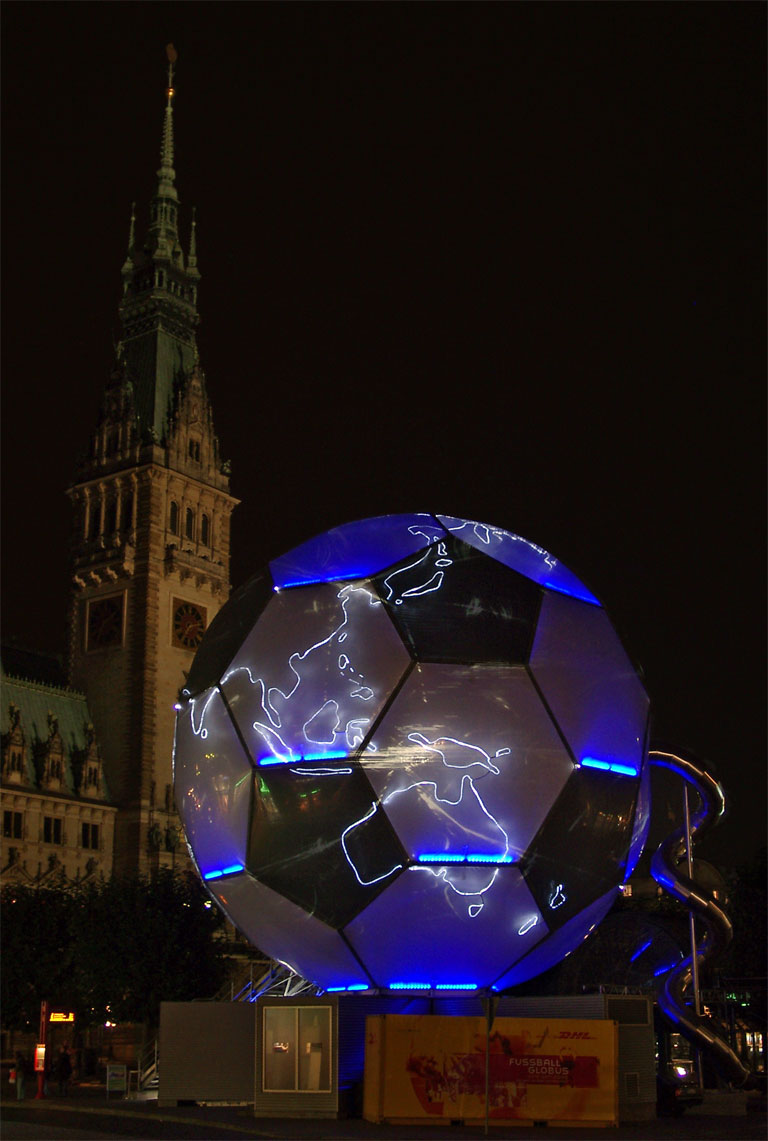
Fußball-Globus der Fußball-WM 2006 vor dem Rathaus.

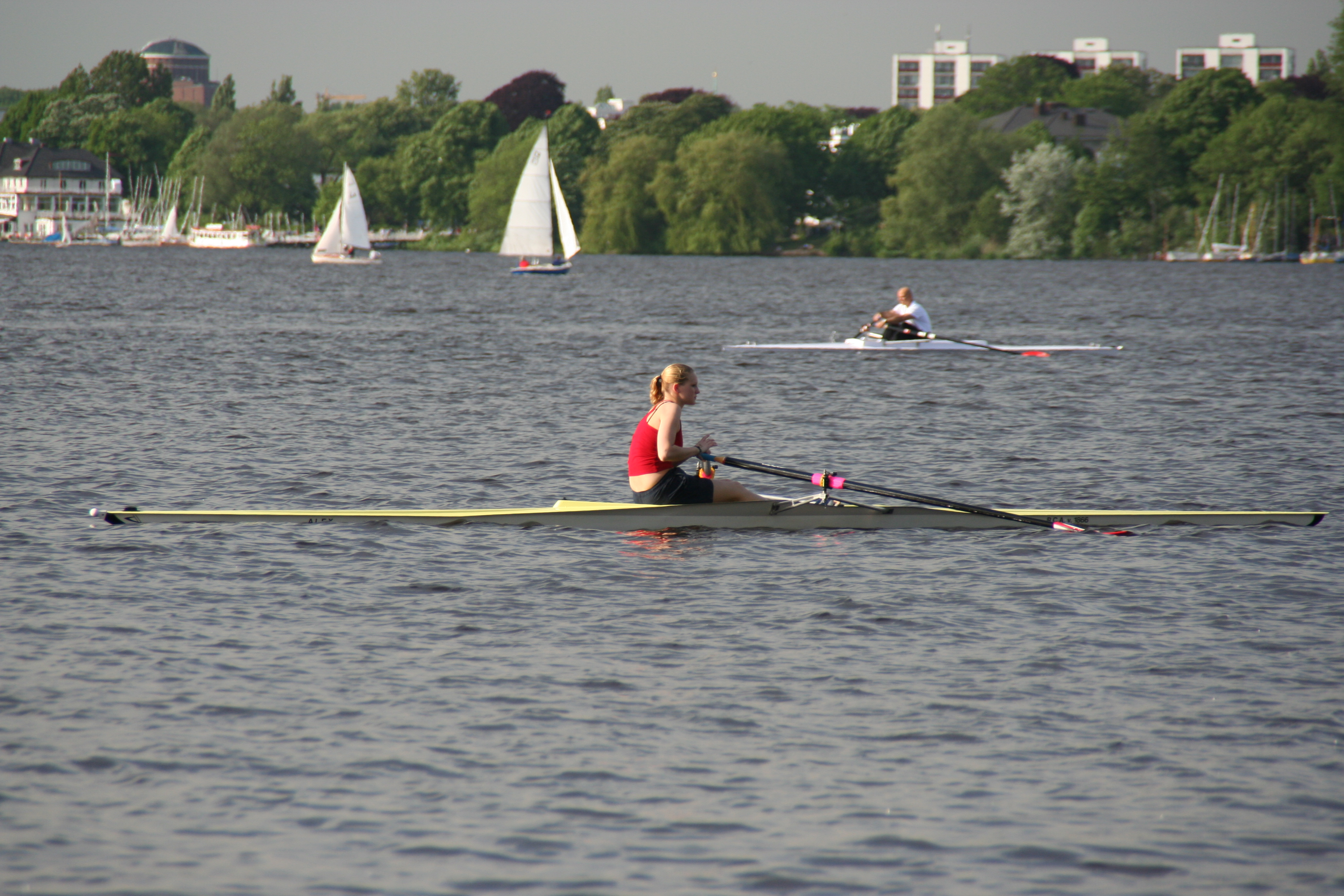
Ruderer und Segler. Außenalster

In Hamburg gibt es 812 Vereine mit 578.672 Mitgliedern (Stand 2015), die im Hamburger Sportbund, der größten Dachorganisation des Stadtstaates, organisiert sind, und etwa 50.000 ehrenamtliche Helfer. Die Stadt verfügt über mehr als 1600 Sportstätten, darunter 682 Sporthallen, 15 Leistungszentren und einem Regionalstützpunkt. Große Breitensportveranstaltungen, bedeutende Wettkämpfe, Spiele einer der über 60 Bundesliga-Mannschaften und einige traditionsreiche Spitzensportereignisse gehören zum weiten Spektrum der Sportveranstaltungen. Etwa 5 Millionen Zuschauer besuchen jährlich die Veranstaltungen, von denen etwa 10 bis 15 auf Weltcup-Niveau stattfinden.
Zudem werden im Olympiastützpunkt Hamburg/Schleswig-Holstein, den 5 Bundesstützpunkten, in Sportschulen, durch Neu- und Ausbau von Anlagen und in Kooperation mit Hochschulen Leistungssportler und Nachwuchs gefördert.

## Geschichte

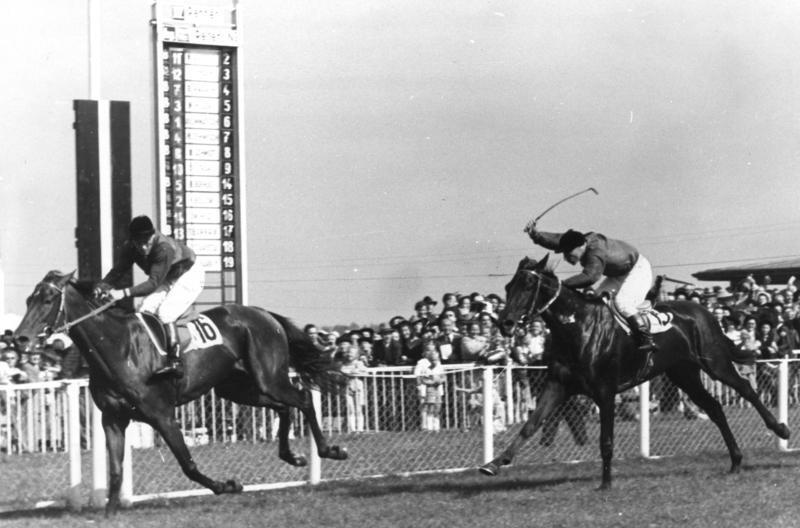
80. Deutsches Derby, 1949

Die von Friedrich Ludwig Jahn zu Beginn des 19. Jahrhunderts in Berlin etablierte Turnbewegung fand auch in Hamburg ihre Anhänger und Nachahmer. Fechtmeister Gotthard Nicolai hatte bereits in Altona eine Turnanstalt (Johannisstraße) und das Kinderturnen auch für Mädchen eingeführt, bevor er in Hamburg 1816 eine öffentliche Turnanstalt (Cordsenscher Platz am Brooktor) einrichtete. Während im Winter zunächst das Johanniskloster (heute Rathausmarkt) genutzt wurde, entstand für den Verein der Hamburger Turnerschaft von 1816 im Jahr 1849 die erste Turnhalle Deutschlands (im Winkel Besenbinderhof/Brockes Allee), der später weitere folgen.
Die engen Verbindungen Hamburger Kaufleute mit Ihresgleichen in London und England waren ursächlich dafür, dass dort betriebene Sportarten in Hamburg früher als in vielen deutschen Städten bekannt und ausgeübt wurden. Im Unterschied zur Turnbewegung, bei der die Ausbildung einer körperlichen Leistungsfähigkeit im Mittelpunkt stand, wurden die „englischen Sportarten“ als Wettkämpfe bestritten, aus denen der jeweils beste Sportler als Sieger hervorging.
Ab 1835 wurden auf den „Wandsbeker Feldern“ Pferderennen ausgetragen. 1844 veranstaltete der Der Hamburger Ruder Club seine erste große Regatta mit englischen Booten auf der Alster. Bereits zwei Jahre später wurde die erste Segelregatta veranstaltet. Im September 1861 berichtete die Zeitung Der Freischütz von einem „Cricket-Match“ vor dem Holstentor. Aus England stammende Lehrer brachten Mitgliedern des Eimsbütteler Velocipeden Reit-Club ab 1869 das Fahrradfahren bei.
Im August 1865 wurde mit einer Anzeige des „Der Hamburger Schwimmclub von 1865“ zu einem Wettschwimmen aufgefordert. Die Altonaer Nachrichten berichteten in ihrer Ausgabe vom 22. August 1865 auf der ersten Seite von einem Wettschwimmen in der Elbe vor der „Badeanstalt Steinwärder“, wobei die Distanz so lang war, dass der Sieger 45 Minuten benötigte. In späteren Berichten hieß der Veranstalter „Allgemeiner Schwimmclub von 1865“.
1880 wurde der Hamburger Sport-Club ins Leben gerufen. Er hatte sich die Förderung jeglichen „athletischen Sports“ zum Ziel gesetzt. Zu den ersten Disziplinen zählten Wettlauf (mit und ohne Hürden) und Hochsprung. Da keine speziellen Wettkampfstätten vorhanden waren, wurden die Wettbewerbe auf Pferderennbahnen abgehalten – bis 1890 zum überwiegenden Teil auf der Trabrennbahn in Hamburg-Bahrenfeld. Als Initiator gilt Franz Ferdinand Eiffe, der sich diesen Sport in England gesehen hatte. Im August 1887 wurden Laufwettbewerbe über 100, 400, 1500 Meeter und teils über Hürden, Tauziehen und Radfahren erstmals auf der Rennbahn des Eisbahnvereins vor dem Dammthor ausgetragen. Hier war u. a. eine „Rennbahn“ als eine der ersten Leichtathletikanlagen angelegt worden. Am 25. September 1898 fanden im Rahmen der 1. Deutschen Leichtathletik-Meisterschaften Laufwettbewerbe über 200 und 1500 Meter statt. Am 4. September 1898 war der Wettkampf über 100 Meter auf der Trabrennbahn am Mühlenkamp ausgetragen worden. Die Deutschen Leichtathletik-Meisterschaften 1921 fanden auf dem Sievekingsplatz – heute Stadion Hammer Park – statt.
Im März 1888 betrieb der Schlittschuhläufer-Verein für Hamburg-Altona von 1876 die Gründung eines Deutschen Eislauf-Verbandes. Im September 1888 lud der Verein daher zu einer Versammlung nach Hamburg in die „Alsterlust“ ein. Von einer endgültigen Gründung zu diesem Zeitpunkt nahm man Abstand, da keine süddeutschen und österreichischen Vereine vertreten waren. Die Gründung erfolgte auf einer Verbandssitzung im April 1889 in Berlin.
In Hamburg wurden ab der zweiten Hälfte der 1880er Jahre eine Handvoll „Eisbahnvereine“ gegründet. Eisbahnvereine besaßen in der Regel eine ebene Fläche wie Wiesen, die in den kalten Wintermonaten gewässert wurden und auf deren Eisfläche Schlittschuh gelaufen wurde. Man sprach von Spritzeisbahnen. In der warmen Jahreszeit wurde die Fläche von anderen Sportarten, wie Fußball und Tennis genutzt. So wurde aus dem Eisbahnverein auf der Uhlenhorst 1891 der Eisbahn- und Lawn-Tennis-Verein auf der Uhlenhorst eV. Als Tennis eine olympische Disziplin war, gewann Friedrich Traun vom Sport–Club Germania von 1887 die Goldmedaille bei den ersten Olympischen Spielen der Neuzeit 1896.
Die ebenfalls aus England bekannten Sportarten Hockey und Polo etablierten sich kurz vor der Jahrhundertwende. Der erste Golfclub wurde 1906 in Hamburg gegründet. Der Wentorf-Reinbeker Golf-Club in Wentorf bei Hamburg wurde 1901 gegründet und gehörte 1907 in Hamburg zu den Gründungsmitgliedern des Deutschen Golf Verbandes. 1912 wurde hier der erste 18-Löcher Platz Deutschlands eröffnet.
Im September 1893 fand der „erste norddeutsche Athletenwettstreit“ im Elbpavillon statt. Als Disziplinen waren vorgesehen: Ringen, Stemmen, Steinstoßen und Kraftübungen. Bei diesen Sportarten stand zu Beginn eher die Unterhaltung der Zuschauer im Vordergrund, was auch an den Örtlichkeiten lag, in denen die Wettbewerbe veranstaltet wurden. So wurde eine kombinierte Ringen– und Box im März 1896 in „Metscher's Gesellschaftshaus“ durchgeführt.
Im März 1903 veranstaltete der Eisbahnverein auf der Uhlenhorst ein Tischtennisturnier.
Auch das Spiel mit einem Fußball wurde aus England „importiert“. Als einer der ersten gründete sich der „Hamburger Fußball-Klub“ im Jahr 1888. Eine erste Meisterschaft im Fußball fand 1896 statt. Unter der Führung des Hamburg-Altonaer Fußball und Cricket Bundes spielten 8 Mannschaften um den Titel. Gewinner wurde der „Sport-Klub Germania“, Zweiter der „Fußball-Klub Allemania“, Dritter der „Altonaer Fußball-Klub“, Vierter der „Hamburger Fußball-Klub“, Fünfter der „Fußball-Klub Hammonia“, Sechster der „Borgfelder Fußball-Klub“, Siebter der „Fußball-Klub Association“ und letzter der „St. Georger Fußball-Klub“.
Hamburg wurde zu einer der deutschen Hochburgen der Arbeitersportbewegung. Um 1930 sind auf dem damals kleineren Hamburger Staatsgebiet, neben anderen Sportvereinen, allein 60 Fußballvereine im Arbeitersportkartell vereinigt und 120 Fußballvereine Mitglied im Hamburger Ausschuss für Leibesübung, während neben den privaten Sportanlagen das Staatliche Amt für Leibesübung über etwa 55 staatliche Sportanlagen mit 70 Spielflächen auf einer Fläche von rund 94 ha verfügt.
In der Zeit der Weimarer Republik und des Nationalsozialismus gehörte das Drei-Städte-Turnen Berlin-Hamburg-Leipzig zu den bedeutendsten Sportveranstaltungen in der Hansestadt. Es wurde wechselseitig in einer der drei beteiligten Großstädte ausgetragen, in Hamburg insbesondere im Ufa-Palast und im Civa-Varieté.

## Sportstätten

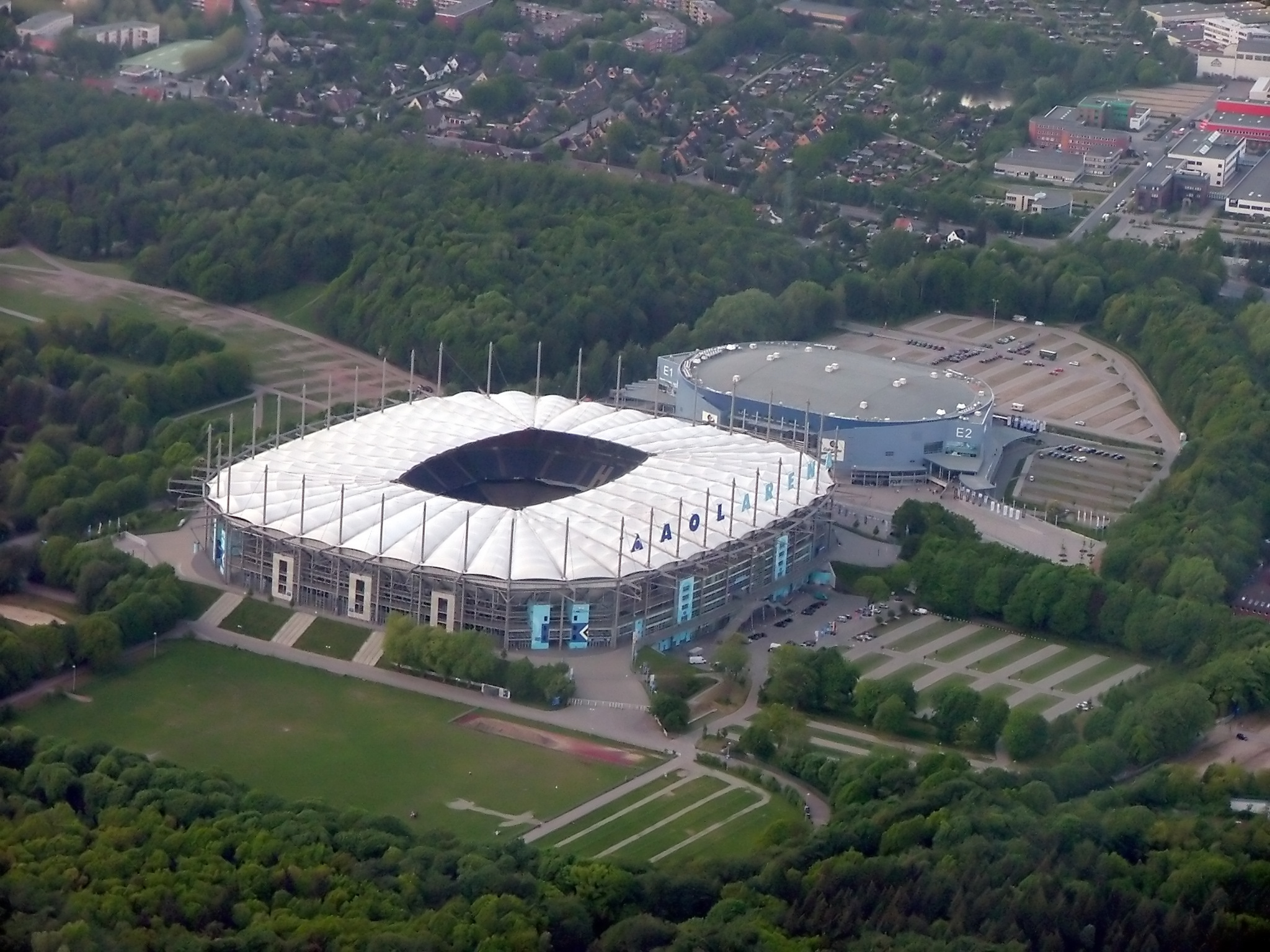
Volksparkstadion und Barclays Arena

In Hamburg bestehen über 1600 Sportstätten, darunter mehr als 680 Sport- und Turnhallen. Etwa 330 Spielfelder bieten die 240 Sportplätze in der Stadt. Die Bäderland Hamburg GmbH betreut 26 öffentliche Hallen- und Freibäder unterschiedlichster Art; hinzu kommen zahlreiche Schwimmbäder von Vereinen und anderen Einrichtungen.
Bedeutende Sportstätten sind die Arenen im Altonaer Volkspark, darunter das Volksparkstadion als Heimspielstätte des Hamburger SV. Es wurde von 1998 bis 2000 neu errichtet und beherbergt außerdem das HSV-Museum. Daneben befindet sich die multifunktional genutzte Barclays Arena, die 2002 eröffnet wurde und unter anderem für Eishockey und Handball genutzt wurde.
Eissportveranstaltungen finden auch in der daneben liegenden und am 1. November 2008 eröffneten Volksbank Arena statt, die aus einer Eissport- und einer Ballsporthalle besteht. Diese steht für das Eislaufen und ähnlichen Aktivitäten auch dem breiten Publikum zur Verfügung und wird im Winterhalbjahr durch die Eissporthalle Farmsen, der überdachten Eisbahn Stellingen sowie der Eisbahn in den Wallanlagen des Parks Planten un Blomen ergänzt. Letztere gilt mit 4300 m² Fläche als größte Freiluft-Kunsteisbahnen in Europa und wird im Sommer zur Rollschuhbahn.
Die Stellinger Eisbahn wird, abhängig von der Eishockeysaison, im Rest des Jahres zur einzig überdachten Radrennbahn in Norddeutschland. Als solche erbaut, verfügt sie über eine 250 Meter lange Betonbahn und wird von der größten einteiligen Zeltdachmembrane (7000 m²) Europas überspannt.

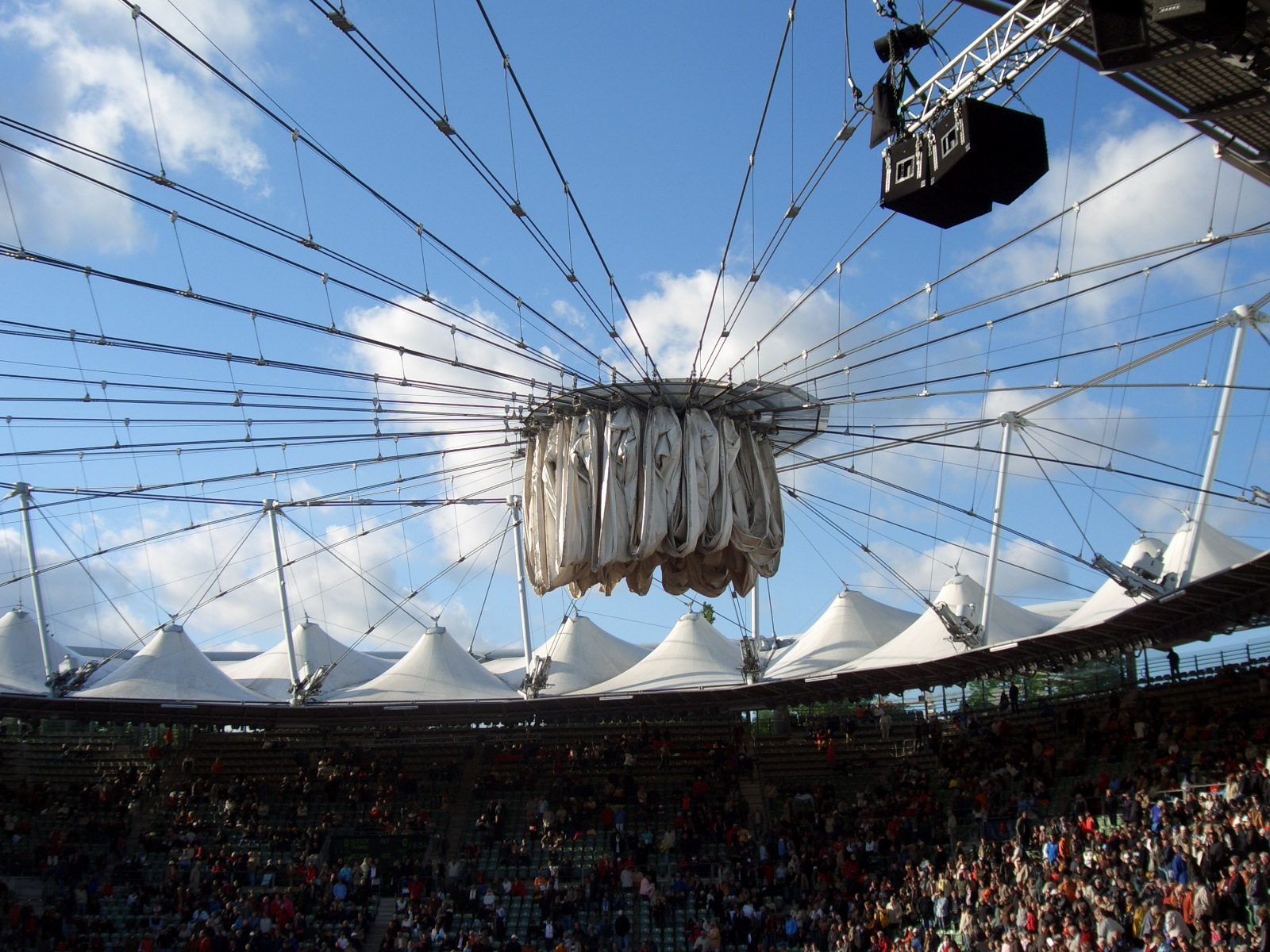
Mobiles Dach des Tennisstadions am Rothenbaum

Das Areal der Tennisanlage am Rothenbaum diente erstmals 1894 als Austragungsort der Internationalen Deutschen Meisterschaften im Tennis. Der Centre Court, Deutschland größtes Tennisstadion, wurde 1997 zu einem Stadion mit 13.200 Plätzen und einem verschließbaren Dach ausgebaut.
Das Millerntor-Stadion in St. Pauli ist als Fußballstadion ebenso allseits bekannt und wurde von 2006 bis 2015 schrittweise ausgebaut. Weniger bekannt ist hingegen, dass das Billtalstadion in Bergedorf mit 30.000 Plätzen als zweitgrößtes Stadion Hamburgs gezählt wird. Die heute wenig genutzte Anlage war zeitweise für die Umnutzung zum Football-Stadion im Gespräch, das als Evendi-Arena jedoch 2005 in Altona entstand. Kleinere und traditionsreiche Stadien sind beispielsweise auch das Stadion Hoheluft (seit 1907) oder die Adolf-Jäger-Kampfbahn (1909).

Die Sporthalle Hamburg (Alsterdorfer Sporthalle) für bis zu 7000 Zuschauer in Winterhude wird unter anderem für Hallenfußball und andere Sportveranstaltungen genutzt. Direkt daneben entstand die 2006 fertiggestellte Leichtathletik-Halle. 

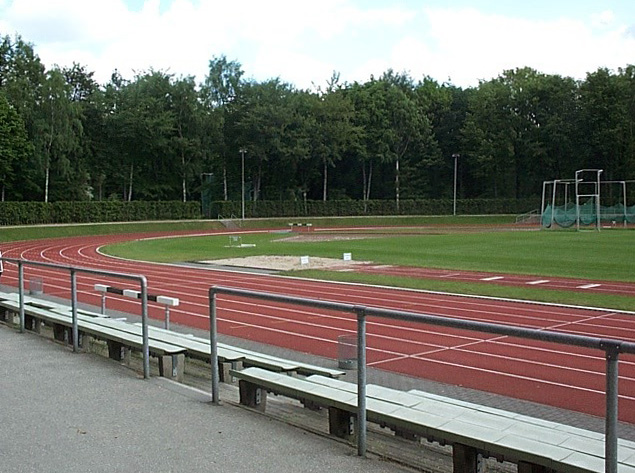
Jahnkampfbahn Sommer 2004

Ansonsten ist die Jahnkampfbahn im Hamburger Stadtpark ein wichtiger Ort für die Leichtathletik. Die Alsterschwimmhalle dient als Austragungsort für Schwimmwettkämpfe und wird aufgrund ihrer außergewöhnlichen Architektur auch Schwimmoper genannt.
Auf der Galopprennbahn in Horn werden seit 1855 Pferderennen durchgeführt (seit 1869 das Deutsche Derby). Trabrennen werden auf der Trabrennbahn Bahrenfeld veranstaltet. Die Besonderheit des „Springderbys“, das jährlich auf dem Turnierreitplatz „Derbypark Klein Flottbek“ stattfindet, ist ein seit vielen Jahren festgelegter Hindernisparcour. Ein besonderes Hindernis ist Pulvermanns Grab. Während der Veranstaltung findet auch ein Wettbewerb in der Dressur statt. Auf der Trabrennbahn Farmsen fanden bis 1983 auch Sandbahnrennen des Hamburger Motorsportclubs statt, sogar Qualifikationsläufe zur Sandbahn-Weltmeisterschaft.
In Dulsberg befindet sich mit dem „BeachCenter Hamburg“, die größte Beach-Volleyball-Anlage Deutschlands, die neben Außenplätzen auch 8 beheizte Hallenplätze besitzt. Ebenso verfügt Hamburg über Hallen für Indoor-Fußball auf Kunstrasen, eine Wasserski-Anlage am Neuländer See in Neuland. Dem Hamburger Golfverband gehören 20 Vereine an, drei davon befinden sich auf dem heutigen Stadtgebiet. Zu den ältesten Golfplätzen gehören die des Wentorf-Reinbeker Golf-Club von 1901 und des Großflottbeker THGC, der 1906 vom Hamburger Golf-Club angelegt wurde.
Zudem bestehen an zahlreichen Gewässern Anlagen für den Wassersport. So das Wassersportzentrum Hamburg-Allermöhe für Ruder- und Kanusport und einer 2000-Meter-Regattastrecke.

### Historische Sportstätten

#### Pferderennbahnen
Von 1835 bis 1847 wurden auf den „Wandsbeker Feldern“ in dem damals zum Herzogtum Holstein gehörenden Wandsbek jährlich Pferderennen veranstaltet. Ab 1874 wurde die Rennbahn von dem im selben Jahr gegründeten „Hamburger Traber-Club“ genutzt. Nachdem der Rennbetrieb eingestellt war, wurde im April 1880 mit dem Abbruch begonnen.
Von 1853 bis 1854 betrieb der „Hamburg-Lokstedter Renn-Club“ eine Bahn in Lokstedt. Als „Hamburger Renn-Club“ veranstaltet der Verein seit 1855 Rennen auf der Galopprennbahn in Hamburg-Horn. Für den 16. August 1863 wurden „Altonaer Rennen“ angekündigt.
Von 1860 bis 1866 wurden auf einer 1390 Meter langen Bahn im heutigen Stadtteil Hamburg-Harburg Pferderennen gelaufen. Harburg gehörte bis 1865 zum Königreich Hannover, ab 1866 war Harburg Teil der preußischen Provinz.
Am 23. Mai 1880 fand die Eröffnung der Tonndorfer Rennbahn auf dem Tonndorfer Felde als Ersatz für die Rennbahn in Wandsbek statt. Hier veranstaltete der „Hamburg-Altonaer Renn- und Traber-Club von 1876“ bis Juni 1885 seine Pferderennen. Von dem Wechsel zur Trabrennbahn am Mühlenkamp versprach man sich mehr Publikum.
Im August 1886 eröffnete eine Trabrennbahn am Mühlenkamp im heutigen Stadtteil Hamburg-Winterhude. Die Bahnlänge betrug 870 m. Sie erstreckte sich zwischen dem Mühlenkamp und der heutigen Gertig-,Geibel- und Semperstraße. 1901 wurde der Rennbetrieb eingestellt. Anschließend wurde die Fläche von verschiedenen Sportvereinen genutzt. Am 8. Mai 1904 fand ein Fußballspiel um die Teilnahme an der Meisterschaft von Deutschland zwischen dem Berliner Verein „Britannia“ und „Germania“ aus Altona statt.
Von 1891 bis 1934 wurden in Groß Borstel Pferderennen vom „Hamburger Sport-Club“ veranstaltet. Die Länge der Bahn für Flachrennen betrug 1870 m. Die Galopprennbahn war von dem Hamburger Landschaftsgärtner Rudolph Jürgens angelegt worden. Teile des als Rennbahn genutzten Geländes gehören heute zum Flughafenbereich.
An die heute überbaute Trabrennbahn Farmsen von 1911 erinnert noch der Name des U-Bahnhofes.

#### Radrennbahnen
Am 6. Juli 1885 wurde die Radrennbahn am Grindelberg eröffnet und am 26. Juli wurden die ersten Radrennen gestartet. Sie lag im heutigen Stadtteil Harvestehude zwischen den Straßen Schlankreye und Grindelberg. 1906 wurden die letzten Rennen gefahren.
Im Juli 1895 wurde eine Holzrennbahn für Radrennen am Eilbeker Weg, Ecke Friedrichsbergerstraße eröffnet.
Im Stadtteil Rotherbaum zwischen Mollerstraße und Turmweg war 1899 ein großes Velodrom erbaut worden, das u. a. als überdachte Fläche für Radrennen, Reitveranstaltungen und Ausstellungen zur Verfügung stand. Der „Hamburger Polo-Club“ veranstaltete für viele Jahre Wettbewerbe für Spring-, Reit- und Wagenpferde, u. a. im März 1903. Im November 1904 wurden Radrennen durchgeführt. Im Juli 1905 fand ein Wettkampf im Radpolo zwischen dem „Nienstedtner Rad-Polo-Club“ und dem „Harvestehuder Rad-Polo-Club“ statt. Es wurde im Mai 1912 abgerissen.

#### Andere
Auf dem Gelände des NDR Fernsehen zwischen Gazellenkamp und Julius-Vosseler-Straße gab es eine Motorrad-Rennbahn. Als Rennbahn für Motorradrennen bestand die Bahn nur von 1928 bis 1932. Anschließend wurde das Gelände, das unter dem Namen „Dirt-Track-Arena“ bekannt war, anderweitig genutzt, u. a. am 26. Juni 1934. Vor mehr als 90.000 Zuschauer lieferten sich Walter Neusel und Max Schmeling einen vielbeachteten Boxkampf, den Schmeling in der neunten Runde für sich entschied.
Zu den nicht mehr bestehenden Anlagen zählen der von 1919 bis 1963 für die Heimspiele des HSV genutzte Sportplatz am Rothenbaum und das Altonaer Stadion als Vorläufer des Volksparkstadions.
Leichtathletik Stadion Hamburg Nord in Groß Borstel von 1925 bis ?.

## Vereine

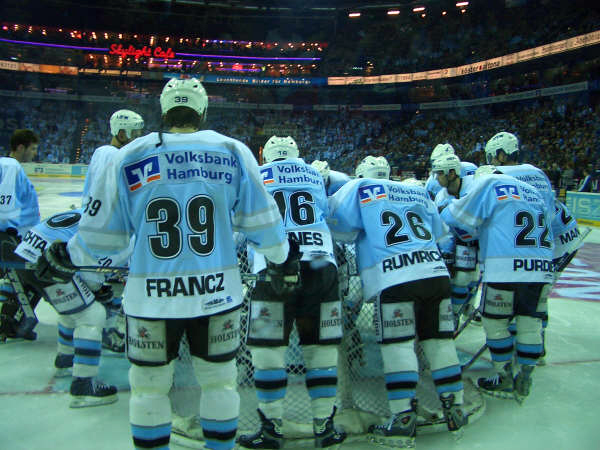
Hamburg Freezers 2006

In Hamburg bestehen viele traditionsreiche Sportvereine, deren Gründung vor mehr als einhundert Jahren stattfand. Einige davon sind aus Zusammenschlüssen mit anderen Vereinen hervorgegangen. Die Anzahl der zum Hamburger Landessportverband gehörenden Vereine stieg im Jahr 1938 stark an, da aufgrund des Groß-Hamburg-Gesetzes das Stadtgebiet und damit die Zuständigkeit in erheblichem Umfang erweitert wurde.
Die Mitglieder der Hamburger Turnerschaft von 1816 fanden sich zu Beginn zu „Leibesübungen“ zusammen, heute als allgemeiner Sportverein.
Nachdem Pferderennsport etablierte sich Rudern als erste Sportart. 1836 wurde Der Hamburger Ruder Club, 1853 der Germania Ruder-Club, 1854 der Ruder-Club Favorite Hammonia und 1866 der Ruder-Club „Allemannia von 1866“ gegründet. Nur in England gab es ältere Rudervereine. Im Landesruderverband Hamburg sind heute über 20 Vereine als Mitglieder organisiert. Nach den Ruderern eroberten die Segler die Alster als ihr Revier und gründeten 1868 den Norddeutschen Regatta Verein. Als weiteres Segelrevier dient heute die Elbe. Der Hamburger Seglerverband e. V. ist die Interessenvertretung.
Im Juni 1869 unternahmen der „Eimsbüttler Velocipeden-Reitclub“ und der Velocipeden-Club „Quickrun“ aus Altona eine „Morgenlustfahrt“. Der Altonaer Bicycle-Club von 1869/80 führt sich auf den Eimsbüttler Verein zurück. Der Radfahrer-Verein Endspurt von 1905 e. V. Hamburg wurde 1905 gegründet. Im Radsport-Verband Hamburg e. V. sind 29 Vereine organisiert. Nachdem sich im damals preußischen Altona im Dezember 1876 der „Schlittschuhläufer-Verein für Altona und Umgebung von 1876“ konstituiert hatte, kam es 1881 zur Gründung des Hamburger Schlittschuh-Clubs. Im Hamburger Eis- und Rollsportverband e. V. haben sich die Vereine zusammengeschlossen.
1888 entstand der „Eisbahnverein auf der Uhlenhorst e. V.“, der ein Jahr später den ersten Tennisplatz einweihte. Es ist die Keimzelle des Klipper Tennis- und Hockey-Club auf der Uhlenhorst e. V. Die Hamburger Tennisvereine sind im Hamburger Tennis-Verband e. V. organisiert. Der 1898 gegründete Hamburger Polo Club ist der älteste Polo spielende Verein auf dem europäischen Festland und der Alster-Canoe-Club der älteste Kanusportverein Deutschlands.
Frauen und Männer gründeten Anfang September 1898 den „Ersten Hamburger Hockey–Club“ und trugen ihr erstes Spiel auf einer Wiese beim Schützenhof in Barmbek aus. Für den 2. Dezember 1900 wurde ein Spiel gegen eine Mannschaft des „Berliner Hockey und Radpolo-Club“ auf dem Sportplatz des „Neuer Hamburger Sport-Clubs“ ebenfalls am Schützenhof verabredet. Die Mannschaften bestanden aus Frauen und Männern. Die Berliner Mannschaft gewann mit 5:1. 1901 wurde der Uhlenhorster Hockey-Club gegründet. 1904 folgten der „Harvestehuderhuder Hockey-Club“ und „Eilbeck“, die später in anderen Vereinen aufgingen. Vereine wie Der Club an der Alster, der Harvestehuder THC, der Großflottbeker THGC und der Klipper THC sind sowohl bei den Herren als auch den Damen bundesweit erfolgreich. Im Unihockey ist der Eimsbütteler TV in der 1. Bundesliga der Herren aktiv mit dabei. Im Hamburger Hockey-Verband sind 26 Vereine organisiert.
Mit sportspaß kommt der größte reine Freizeitsportverein aus Hamburg.
Der Hamburger SV war bis zu seinem Abstieg im Jahr 2018 das letzte Gründungsmitglied der Bundesliga, das durchgehend in dieser Liga spielte, und der häufig in der 2. Bundesliga vertretene FC St. Pauli spielte ebenfalls in einigen Spielzeiten in dieser Liga. Mit verschiedenen Titel- und Pokalgewinnen ist der Handballverein HSV Hamburg ebenfalls ein erfolgreicher Verein, der bis 2016 in der Bundesliga spielte; das ehemalige zweite Team spielt seit 2018 in der 2. Bundesliga. Prominente Vertreter des Eishockeysports waren von 2002 bis 2016 die Hamburg Freezers. In der Volleyball-Bundesliga der Frauen spielte bis 2016 das VT Aurubis Hamburg. Im Baseball treten die Hamburg Stealers in der Baseball-Bundesliga an und im American Football ist Hamburg mit den Hamburg Huskies in der German Football League vertreten. Weitere bekannte Footballmannschaften waren die Hamburg Sea Devils und die Hamburg Blue Devils. Mit den 2013 gegründeten Hamburg Towers existiert in Hamburg wieder ein professioneller Basketballverein, nachdem die BCJ Hamburg Tigers 2002 Insolvenz anmelden mussten. In der Rugby-Bundesliga ist Hamburg mit dem Hamburger Rugby-Club und dem FC St. Pauli vertreten und im Lacrosse spielt der Harvestehuder THC in der Bundesliga Nord.
Hamburg ist Sitz des mitgliederstärksten deutschen Reitvereins aller Reitweisen, des Islandpferde Zucht- und Sportvereins Nord e. V. mit über 3000 Mitgliedern. Für die Region ist der Verband für Turnen und Freizeit in besonderer Weise engagiert.
Der Snookerverein SC Hamburg spielt in der 1. Bundesliga Snooker, der Squashverein Sportwerk Hamburg Walddörfer ist in der 1. Squash-Bundesliga aktiv und der Billardverein BC Queue Hamburg spielt in der 1. Bundesliga Pool.

## Verbände
Neben den vielen Vereinen, die als Mitglieder im Hamburger Sportbund organisiert sind, bestehen zahlreiche Landesverbände für einzelne Sportarten. Darüber hinaus sind in Hamburg einige nationale Sportverbände tätig.
Von den Spitzensportverbänden, die im DOSB organisiert sind, hat der Deutsche Tennis Bund seinen Sitz in Hamburg. Der Deutsche Segler-Verband ist mit seiner Geschäftsstelle in Hamburg vertreten, der Sitz des Verbandes befindet sich in Berlin. Von den nicht im DOSB organisierten Verbänden hat der Deutsche Racquetball Verband seinen Sitz in Hamburg.
In Hamburg gegründet wurden der Deutsche Golf Verband, der Deutsche Kanu-Verband, die Deutsche Eislauf-Union und der Deutsche Squash Verband.
Der Deutsche Hochseesportverband HANSA ist kein Dachverband, sondern ein Verein der den Segelsport unter anderem durch den Betrieb von Segelschulen fördert.

## Sportveranstaltungen

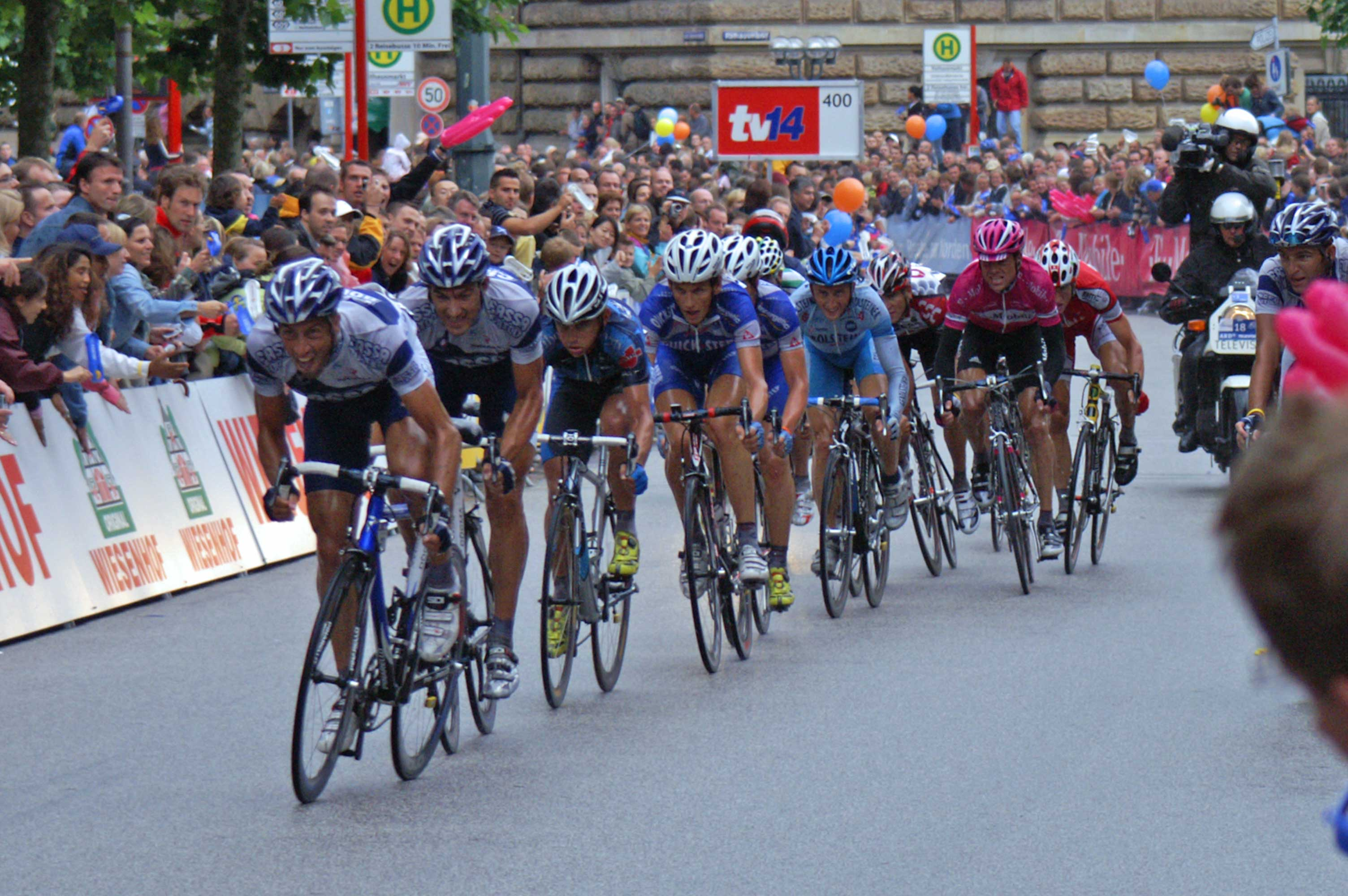
HEW-Cyclassics 2005. Heute Teil der UCI ProTour.

Zu den großen jährlichen Sportereignissen in Hamburg gehören in der zweiten Aprilhälfte der Hamburg-Marathon als zweitgrößter deutscher Marathon und einer von zahlreichen Laufwettbewerben in der Stadt. Im Sommer finden die Cyclassics Hamburg, die als Teil der UCI WorldTour zu den wichtigsten Radrennen gehören, und der Hamburg Triathlon, der als weltgrößter Triathlon ein Teil der ITU World Championship Series ist, statt. Diese Ereignisse, an denen Profis und Amateure teilnehmen, ziehen an den Strecken durch die Stadt ein Massenpublikum an.
Auch ein gesellschaftliches Ereignis bilden die Pferdesportveranstaltungen der Derbywoche im Juli mit dem hoch dotierten Deutschen Derby, dem seit 1869 ausgetragenen Galopp-Derby in Horn sowie das Deutsche Spring- und Dressurderby im Mai, das seit 1920 (Springderby) beziehungsweise 1955 (Dressur) in Klein Flottbek ausgetragen wird.
Ebenfalls auf eine lange Geschichte blicken die seit 1892 durchgeführten offenen Internationalen Deutschen Meisterschaften im Tennis zurück, dem ATP-Turnier von Hamburg. Am Rothenbaum spielten ab 1896 auch die Frauen bei den German Open der Damen, dessen Nachfolger das bis 2002 durchgeführte Hamburger WTA-Tennisturnier wurde.
Der Hockey-Sport ist in Hamburg traditionell stark vertreten, entsprechend besteht mit den Hamburg Masters auch ein internationales Herren-Feldhockeyturnier.
Die Hamburger Schüler treten seit 1958 bei Rechtes Alsterufer gegen Linkes Alsterufer im Schachspiel gegeneinander an. Es ist eines der größten Schachturniere seiner Art.
Im Stadtpark fand 1934 der Motorsport seinen Rennkurs. Seit einigen Jahren lebt das Hamburger Stadtparkrennen – nun mit historischen Fahrzeugen durchgeführt – wieder auf.
Hamburg war mehrfach Ausrichtungsort verschiedener Weltmeisterschaften, wie beispielsweise der Fechtweltmeisterschaften 1978 oder der Triathlon-Weltmeisterschaft 2007. Auch im Verbund mit anderen deutschen Spielstätten wurden Weltmeisterschaften in Hamburg ausgetragen, wie bei der Fußball-Weltmeisterschaft 1974 (mit dem bekannten deutsch-deutschen Spiel vom 22. Juni im Volksparkstadion), der Fußball-Weltmeisterschaft 2006 oder der Handball-Weltmeisterschaft 2007.
Mehrfach wurden in Hamburg die Deutschen Meisterschaften im Schwimmen ausgetragen (1977, 1991, 1998 und 2003).
Im Olympiajahr 2000 fanden die Deutschen Bahnradsportmeisterschaften im Stellinger Radsportstadion statt.

## Fernwanderwege
Durch Hamburg führen die europäischen Fernwanderwege E1 und E9.

## Hamburg und Olympia

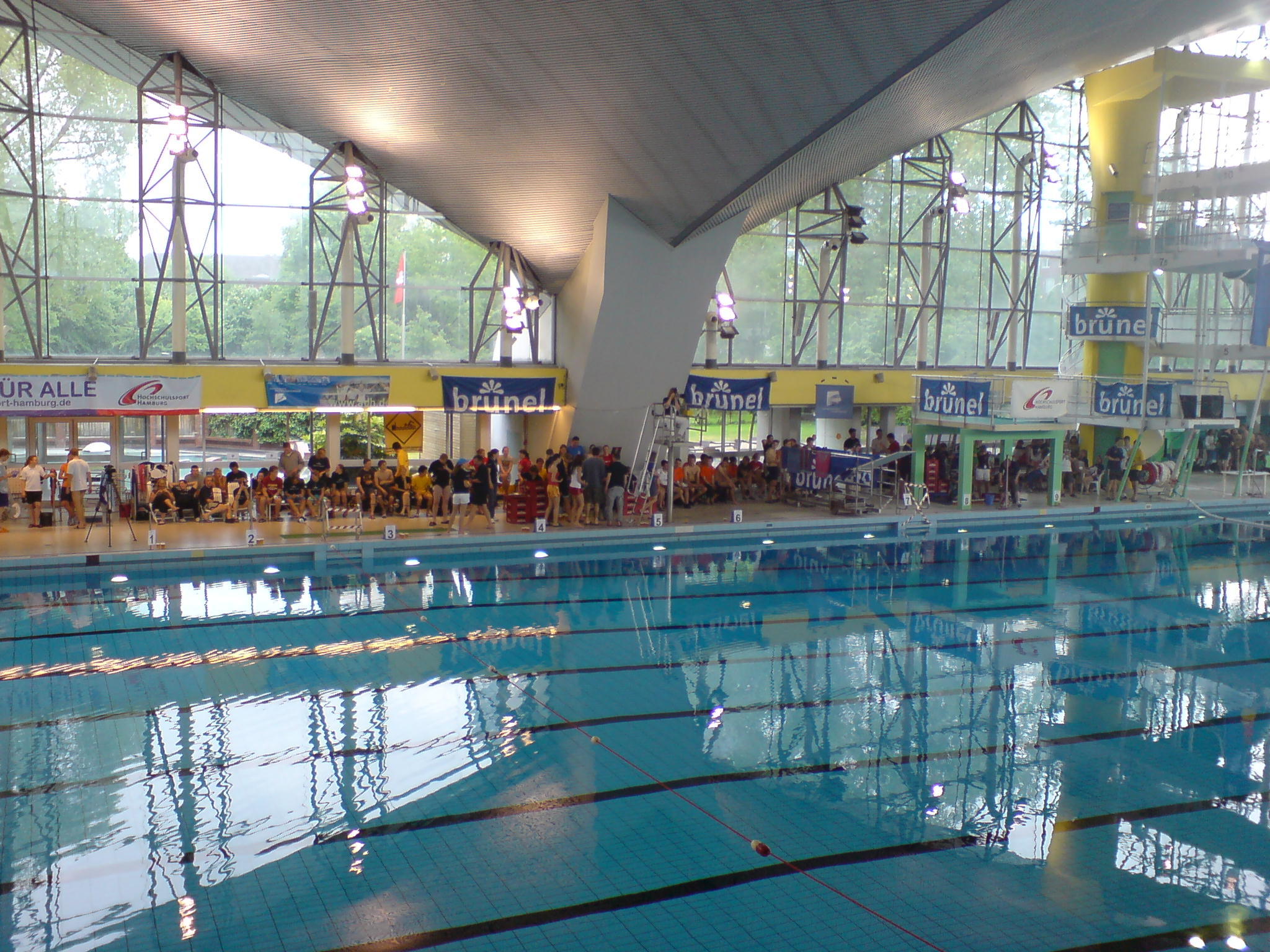
Alsterschwimmhalle mit 50-Meter-Becken und 10-Meter-Sprungturm

### Olympiastützpunkt
Hamburg ist Hauptsitz des Olympiastützpunktes Hamburg/Schleswig-Holstein, dessen Schwerpunktsportarten Beachvolleyball, Hockey, Rudern, Schwimmen und Segeln sind.

### Olympiabewerbungen
Hamburg war an der Austragung der Olympischen Spiele 2012 interessiert, scheiterte jedoch im nationalen Auswahlverfahren an Leipzig.
Im nationalen Auswahlverfahren für die Olympischen Spiele 2024 setzte sich Hamburg gegen Berlin durch. Die Stadt zog aber die Bewerbung zurück, nachdem sich die Hamburger Bevölkerung in einem Referendum gegen die Bewerbung entschieden hatte.

## Einzelne Sportarten

### Boxen
Hamburg war mit drei der wichtigsten deutschen Boxställe (Universum Box-Promotion, Arena Box-Promotion, Spotlight Boxing) ein Zentrum des Boxsports.

### Eissport
Hamburg besitzt eine Reihe von Anlagen für den Eissport und mehrere Vereine. Darunter auch die in der Deutschen Eishockey Liga vertretenen Hamburg Freezers.
→ Hauptartikel Eishockey: Eishockey in Hamburg

### Laufsport

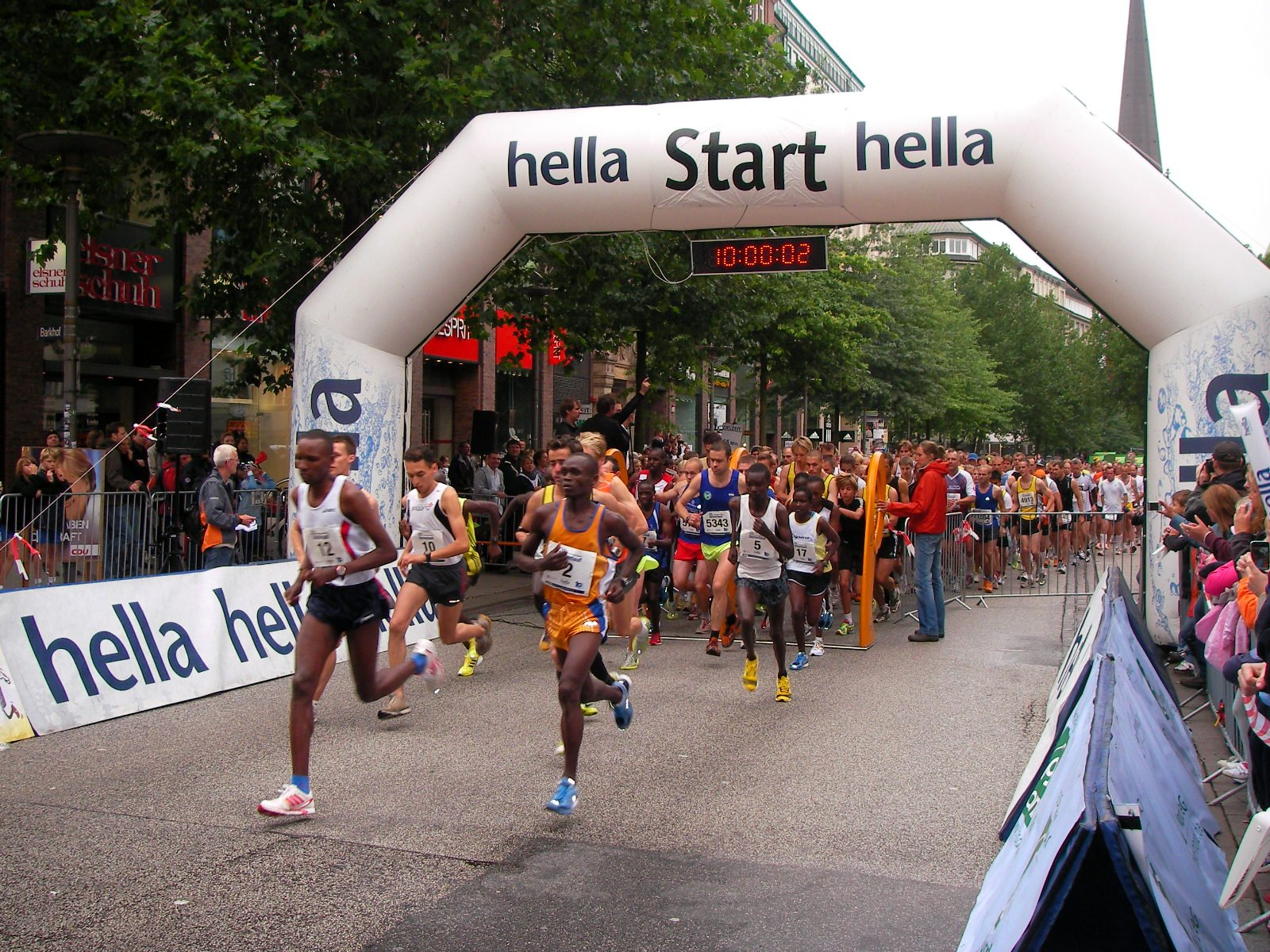
20. Alsterlauf. Start Mönckebergstraße (2009)

Neben dem Großereignis Hamburg-Marathon, finden in der Hansestadt eine ganze Reihe weiterer unterschiedlicher Laufwettbewerbe statt. Beispielsweise die Alsterstaffel, ein seit 1909 ausgetragener Staffellauf um die Alster, der zu den ältesten bestehenden Veranstaltungen gehört. Hingegen zählt der Elbtunnel-Marathon durch seinen Austragungsort, die beiden Röhren des alten Elbtunnels, sicherlich zu den ungewöhnlichsten Marathonläufen. Oberirdisch verläuft der Stadtparkmarathon und beim seit 1984 ausgeführten Airport Race geht um das Flughafengelände. Der dortige 10-Meilen-Lauf gehört genau wie der 10-km-Internationale Alsterlauf zu einem von drei Wertungsläufen des Laufcup Hamburg, zu dem auch ein Halbmarathon zählt. Ein anderer Lauf auf der Halbmarathon-Distanz ist der Hamburg-Halbmarathon an dem auch Inline-Skater teilnehmen.

### Mitgliederzahlen

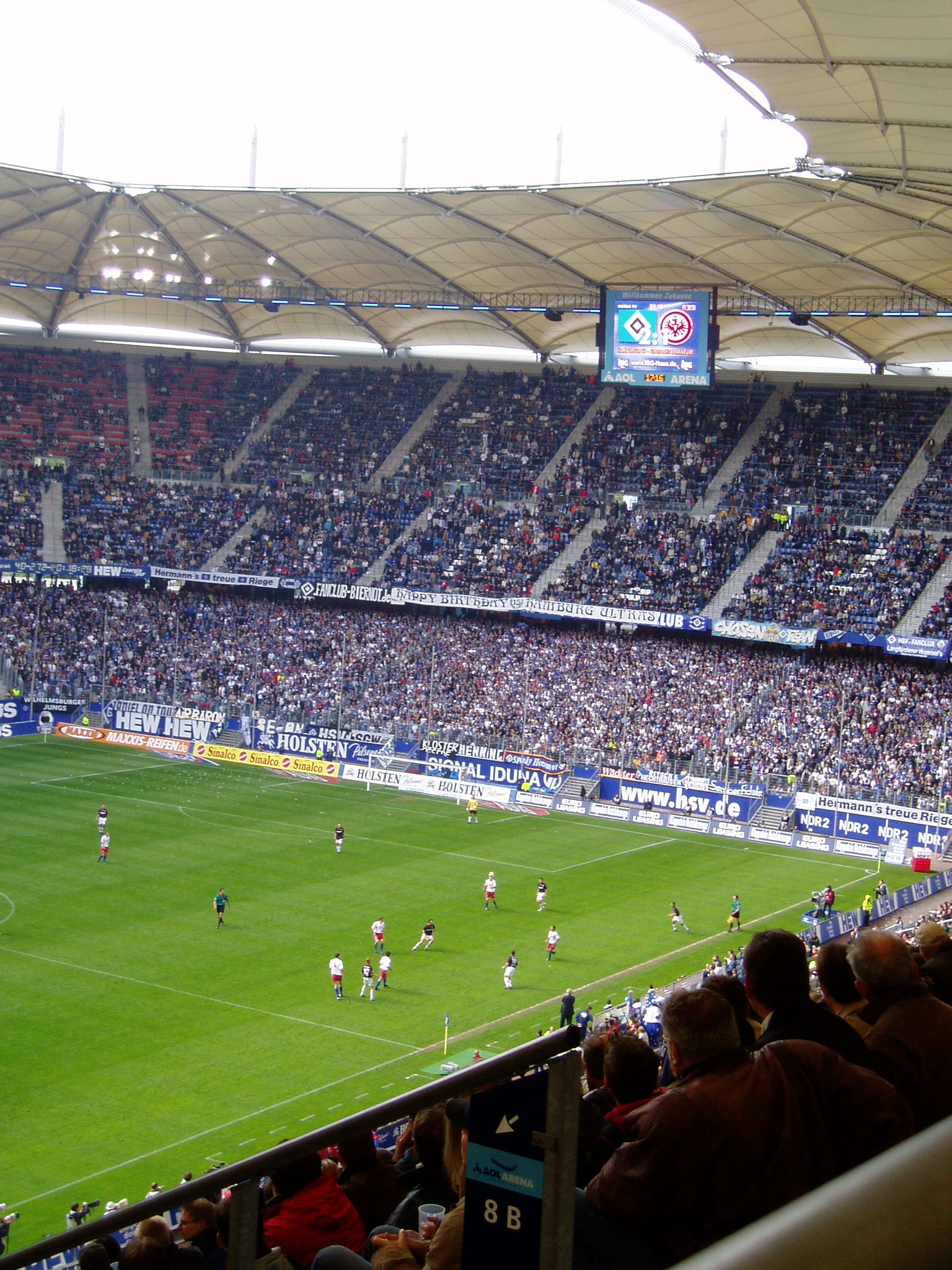
HSV-Heimspiel

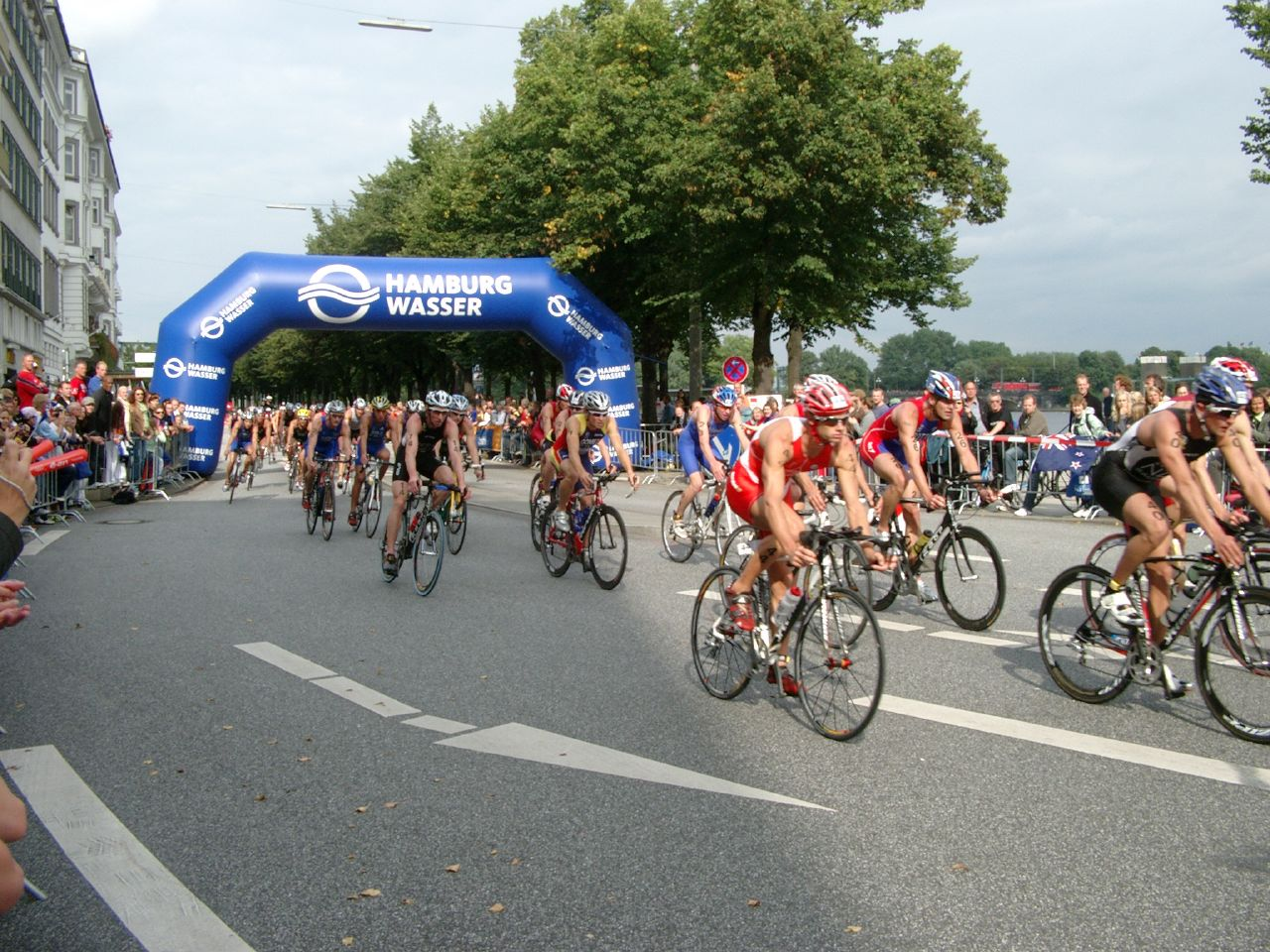
Hamburg Triathlon 2007

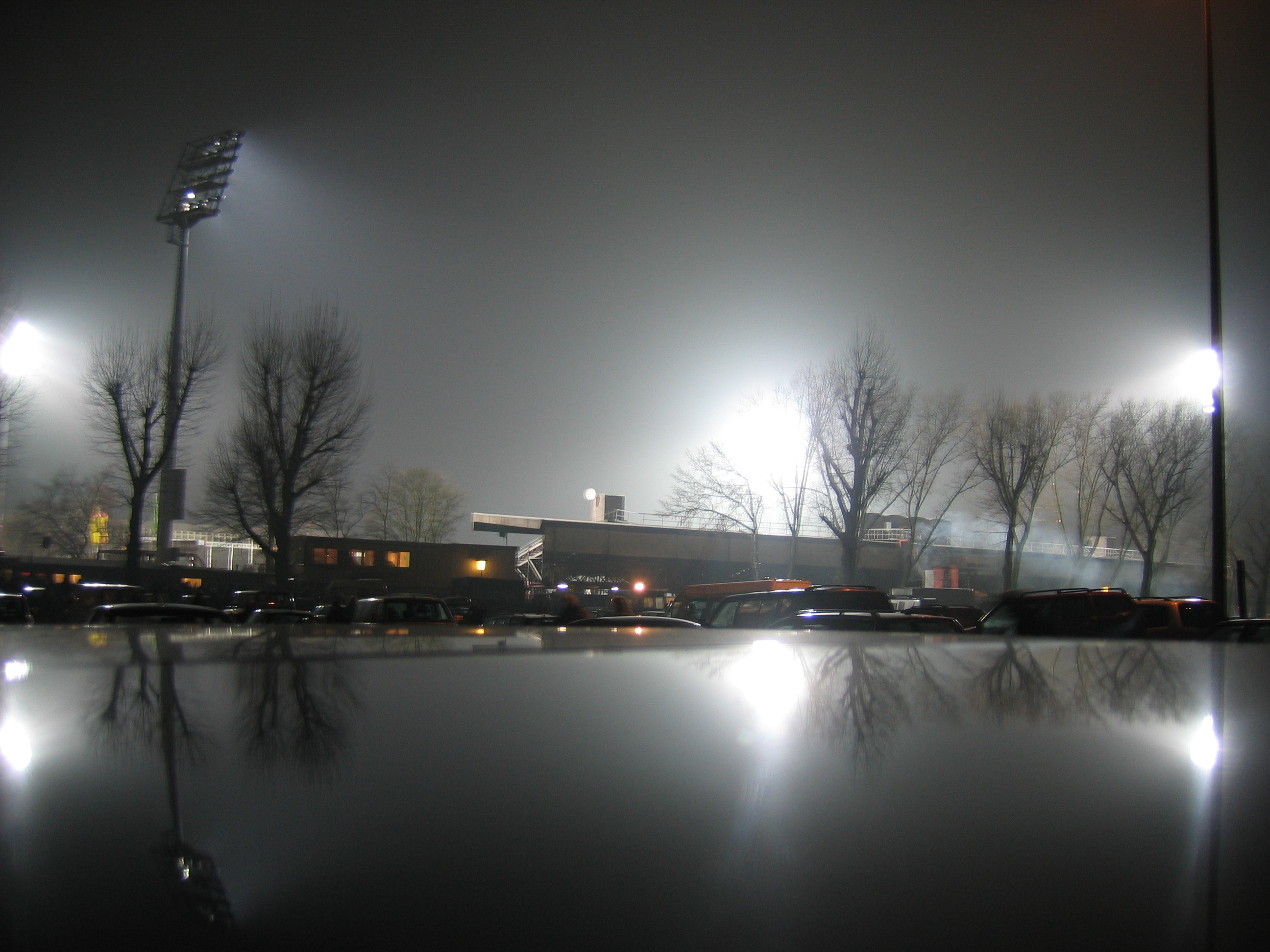
Millerntor-Stadion mit Flutlicht von Süden

| Sportart                                 | 1985    | 1990    | 2004    | 2005    | 2006    | 2007    |
| Gymnastik                                | 082.040 | 081.339 | 129.362 | 129.955 | 133.768 | 138.208 |
| Fußball                                  | 046.261 | 040.368 | 070.134 | 073.285 | 079.918 | 096.032 |
| Tennis                                   | 037.674 | 038.986 | 032.220 | 030.724 | 028.308 | 027.982 |
| Segeln                                   | 010.940 | 011.636 | 012.029 | 012.173 | 011.979 | 011.896 |
| Schwimmen                                | 014.097 | 012.687 | 011.061 | 010.717 | 010.733 | 010.068 |
| Handball                                 | 014.744 | 011.885 | 009.383 | 009.725 | 009.510 | 009.171 |
| Hockey                                   | 005.513 | 005.805 | 008.391 | 008.695 | 008.021 | 008.001 |
| Reiten und Voltigieren                   | 006.490 | 005.892 | 008.287 | 008.231 | 007.819 | 007.703 |
| Golfen (außerordentliche Mitglieder)     | .00000n | .00000n | 007.720 | 008.099 | 008.350 | 008.752 |
| Golfen (ordentliche Mitglieder)          | 005.251 | 006.699 | 007.965 | 008.111 | 008.334 | 007.614 |
| Volleyball                               | 009.391 | 009.984 | 006.592 | 006.405 | 006.426 | 006.375 |
| Tanzen                                   | 009.848 | 010.114 | 006.522 | 006.507 | 006.254 | 006.171 |
| Basketball                               | 003.403 | 004.717 | 005.575 | 005.588 | 005.789 | 006.017 |
| Tischtennis                              | 008.626 | 008.825 | 006.115 | 005.999 | 005.955 | 005.783 |
| Angeln (Freizeit)                        | 008.836 | 008.041 | 007.324 | 007.124 | 006.834 | 005.204 |
| Rudern                                   | 004.391 | 004.675 | 004.942 | 004.956 | 005.075 | 005.110 |
| Judo                                     | 005.337 | 006.501 | 005.199 | 005.361 | 005.293 | 005.027 |
| Schießsport                              | 006.625 | 006.615 | 005.232 | 005.107 | 004.983 | 004.841 |
| Leichtathletik                           | 006.312 | 005.172 | 004.520 | 004.551 | 004.672 | 004.770 |
| Bergsteigen und Klettern                 | .00000n | .00000n | .000768 | .000917 | 002.389 | 004.252 |
| Kanusport                                | 003.082 | 003.061 | 003.632 | 003.671 | 003.537 | 003.505 |
| Behindertensport                         | 001.435 | 002.138 | 002.634 | 002.406 | 002.639 | 003.003 |
| Badminton                                | 003.144 | 003.557 | 002.992 | 002.788 | 002.742 | 002.653 |
| Karate                                   | 001.763 | 002.861 | 002.817 | 002.821 | 002.585 | 002.515 |
| Schach                                   | 002.663 | 002.753 | 002.468 | 002.437 | 002.491 | 002.401 |
| Radsport-Verband                         | 001.017 | .000934 | 001.571 | 001.593 | 001.851 | 001.894 |
| Skisport                                 | 003.510 | 003.566 | 002.298 | 002.009 | 001.997 | 001.849 |
| Bowling/Kegeln                           | 010.611 | 006.592 | 002.152 | 001.908 | 001.842 | 001.727 |
| Jujutsu                                  | .00000n | .00000n | 001.885 | 001.841 | 001.791 | 001.655 |
| Tauchen                                  | .000641 | .000948 | 001.307 | 001.297 | 001.276 | 001.261 |
| Motorbootsport                           | .000657 | .000718 | 001.289 | 001.288 | 001.218 | 001.215 |
| Luftsport                                | 001.123 | 001.280 | .000921 | .000898 | 001.047 | 001.013 |
| American Football                        | .00000n | .00000n | 001.213 | 001.067 | .000923 | .000962 |
| Boxen                                    | .000803 | .000603 | 001.063 | 001.034 | .000884 | .000956 |
| Taekwondo                                | .000516 | .000659 | 001.078 | .000963 | .000967 | .000849 |
| Rollsport                                | .00000n | .00000n | .000517 | .000583 | .000618 | .000678 |
| Eishockey                                | .00000n | .00000n | .000625 | .000659 | .000640 | .000677 |
| Fechten                                  | .000670 | .000620 | .000619 | .000675 | .000681 | .000645 |
| Baseball                                 | .00000n | .000462 | .000605 | .000569 | .000550 | .000567 |
| Rugby                                    | .000325 | .000386 | .000474 | .000440 | .000450 | .000520 |
| Eissport                                 | 001.264 | 001.324 | .000454 | .000456 | .000496 | .000489 |
| Triathlon                                | .00000n | .000091 | .000281 | .000297 | .000337 | .000426 |
| Wandern (HSB)                            | .000869 | 001.015 | .000389 | .000384 | .000372 | .000374 |
| Squash                                   | .000428 | .000844 | .000448 | .000395 | .000386 | .000349 |
| Motorsport (ordentliche Mitglieder)      | .000798 | .000907 | .000205 | .000175 | .000294 | .000347 |
| Motorsport (außerordentliche Mitglieder) | .00000n | .00000n | .000725 | .000760 | .000669 | .000682 |
| Aikidō                                   | .00000n | .00000n | .000326 | .000317 | .000412 | .000344 |
| Angeln (Vergleichend)                    | .00000n | .00000n | .000125 | .000476 | .000400 | .000333 |
| Boule-Spiel                              | .00000n | .00000n | .000231 | .000263 | .000213 | .000297 |
| Gewichtheben                             | .00000n | .00000n | .000267 | .000265 | .000242 | .000246 |
| Wrestling                                | .000679 | .000773 | .000271 | .000244 | .000234 | .000232 |
| Bahnengolf                               | .000385 | .000436 | .000274 | .000234 | .000232 | .000208 |
| Darts                                    | .00000n | .00000n | .000222 | .000211 | .000184 | .000172 |
| Billard                                  | .000096 | .000125 | .000038 | .000108 | .000141 | .000165 |
| Radsport-Solidarität                     | .00000n | .00000n | .000136 | .000139 | .000144 | .000144 |
| Cricket                                  | .00000n | .00000n | .000238 | .000181 | .000165 | .000086 |
| Wandern (VTF)                            | .00000n | .00000n | .000341 | .000251 | .000185 | .000074 |
| Wasserski                                | .00000n | .00000n | .000065 | .000058 | .000060 | .000057 |
| Polo                                     | .000016 | .000016 | .000037 | .000038 | .000036 | .000034 |
| Akrobatik                                | .00000n | .00000n | .000010 | .000013 | .000014 | .000017 |